# 甲信地方
甲信地方（こうしんちほう）とは、日本の地方区分の一つで、本州中部の内陸側にある、山梨県と長野県の総称である。
「甲信」の名称は、東山道の甲斐国と信濃国の頭文字を取ったものである。
気象関係の分野でよく使われ、関東地方と併せて関東甲信地方、または東海地方と併せて東海甲信地方と呼称することも多い。

## 自然地理
糸魚川静岡構造線（糸静線）が縦断し、諏訪湖から南に中央構造線が走る。糸静線沿いに上高地や安曇野、赤石山脈（南アルプス）が位置する。
気候は典型的な内陸性気候を呈しており、夏でも涼しい。霧ヶ峰、諏訪湖畔、軽井沢などの避暑地が多く集まる。
（※ 国道18号沿線は斜体で示す。）
- 山地：赤石山脈（南アルプス）、飛騨山脈（北アルプス）、木曽山脈（中央アルプス）
- 盆地：甲府盆地、諏訪盆地、松本盆地、木曽谷、伊那盆地、上田盆地、佐久盆地、長野盆地
- 高原：霧ヶ峰、菅平高原
- 山：富士山、八ヶ岳、蓼科山、槍ヶ岳、穂高岳、焼岳、乗鞍岳、御嶽山、赤石岳、白馬岳、浅間山
- 湖：諏訪湖、青木湖、白樺湖
- 川：笛吹川、富士川、天竜川、木曽川、千曲川
- 温泉：上諏訪温泉、別所温泉

### 主な区割り
国政選挙
- 山梨県 - 南関東ブロック
- 長野県 - 北陸信越ブロック

インターハイ
- 山梨県 - 関東大会
- 長野県 - 北信越大会

## 歴史

### 先史・古代
古代の律令時代においては五畿七道が整備され、畿内から東の内陸側は、東山道として区分された。当時の東山道は現在の滋賀県（近江国）、岐阜県（美濃国・飛騨国）、長野県（信濃国。一時期は諏方国も並立した）、山梨県（甲斐国）、群馬県（上野国）、栃木県（下野国）であった。
甲斐国は東海道と東山道を結ぶ結節点に位置し、東海道から分岐する官道・甲斐路（御坂路、中世の鎌倉街道）が河口湖畔から御坂峠を越えて甲府盆地の甲斐国府へ至り、東山道に接続される。

### 中世
中世には甲斐・信濃にも武士が定着し、甲斐国では甲斐源氏の一族が甲府盆地の各地に定着し、治承・寿永の乱においては活躍する。
室町・戦国時代期には甲斐・信濃でも国衆や戦国大名らの諸勢力が台頭する。甲斐国では守護武田氏が戦国大名化し、武田信玄の頃には信濃侵攻が行われ、信濃豪族は武田氏に征服され武田領国化される。また、村上義清ら北信豪族は越後上杉氏を頼り、武田・上杉間で北信地域を巡る川中島の戦いが展開された。

### 江戸時代
武田氏の滅亡後は武田遺領である甲斐・信濃は徳川家康により征服される。家康の関東遺封により甲斐・信濃は豊臣政権により支配されるが、関ヶ原の戦いの後には幕藩体制の確立に伴い諸藩が成立し、幕府直轄領・御三家・御三卿領も存在した。
江戸幕府は江戸と京都を結ぶ内陸側の幹線道路として、中山道と甲州街道を整備した。
尾張藩は林業を基盤産業として奨励したため、木曽谷は木材の産地となった。尾張藩の領地以外でも、伊那盆地も木材の産地となった。

### 明治から第二次大戦まで
明治時代に入ると鉄道が整備され、中央本線・信越本線などが敷設された。特に、養蚕業が国家の主力産業として位置付けられたため、養蚕業の盛んな地方となり、甲信地方同士の地域間交流も親密になった。現在の信州大学繊維学部は、旧制上田蚕糸専門学校（国立）が母体になっている。

### 第二次大戦後
高度経済成長期から高速道路の建設が始まると、中央自動車道も建設された。

## 経済
涼しい気候を利用して、明治時代には養蚕業が多く立地し、伊那盆地の山村から女性工員が、諏訪湖界隈に多く集まった。そして、第二次大戦後は時計などの精密機器工業が多く立地している。この経緯から、特に上諏訪・諏訪大社周辺は、「日本のスイス」とも呼ばれていた。

### 第一次産業
代表的な農産物としては、甲府盆地のブドウ、野辺山高原の高原野菜が有名である。

### 第二次産業
甲府の宝石研磨業や、上諏訪の精密機器工業など、精密な部品を製造する工業が多く立地している。

## 交通

### 主な鉄道
太平洋側ルート
- 中央本線
- 高山本線
- 飯田線
- 篠ノ井線
- 身延線
- 太多線
- 富士山麓電気鉄道富士急行線

日本海側ルート
- 北陸新幹線
- しなの鉄道（しなの鉄道線・北しなの線）
- 信越本線
- 飯山線
- 大糸線
- 長野電鉄長野線
- 小海線

### 主な道路
高速道路
- 中央自動車道（太平洋側ルート）
- 上信越自動車道（日本海側ルート）
- 長野自動車道（連絡線）
- 中部横断自動車道（連絡線）
- 中部縦貫自動車道（連絡線）
- 三遠南信自動車道（連絡線）

太平洋側ルートの国道
- 国道19号
- 国道20号
- 国道52号
- 国道142号
- 国道151号
- 国道153号
- 国道158号

日本海側ルートの国道
- 国道18号
- 国道117号
- 国道141号
- 国道147号
- 国道148号
- 国道406号